# A Milli
A Milli è un singolo del rapper statunitense Lil Wayne, pubblicato il 23 aprile 2008 su iTunes come secondo estratto dal sesto album dell'artista Tha Carter III.

## Descrizione
Il brano contiene un campionamento vocale tratto di I Left My Wallet in El Segundo (Vampire Mix) degli A Tribe Called Quest (1990), oltre ad un sample della canzone del 1974 Don't Burn Down the Bridge di Gladys Knight & the Pips.
Il disco presenta inoltre le versioni "Clean", "Explicit", "Instrumental" e "Acapella" sia di A Milli che di Lollipop, altro successo del 2008.

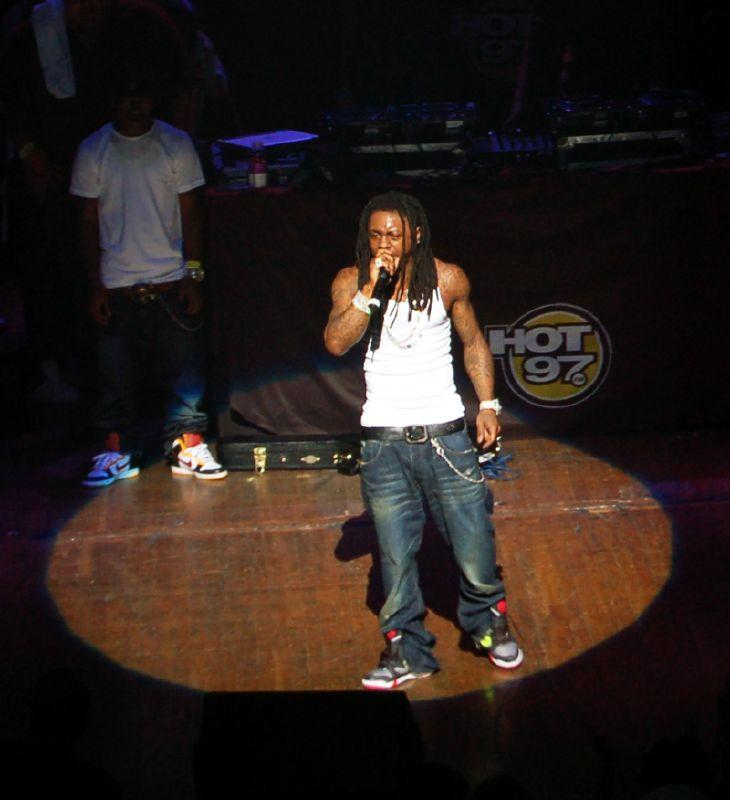
Lil Wayne che canta A Milli nell'arena NBA United Center

## Video musicale
Il videoclip ufficiale della canzone, girato da Dayo Harewood, Jeff Panzer e Lil Wayne stesso, il 23 giugno 2008 a Los Angeles, nello stesso giorno in cui è stato girato il video di Got Money, è una ripresa del set e del backstage in preparazione per girare il secondo singolo.
Nel video vi sono dei cameo di alcuni rapper, tra i quali Rick Ross (amico di vecchia data di Wayne), Birdman e Drake (oggi non più amico di Wayne).

## Accoglienza

### Critica
MTV ha definito A Milli la canzone rap numero uno del 2008, così come la Rolling Stone l'ha nominata la decima miglior canzone rap del 2008.
Secondo lo statunitense Time, A Milli è stata la quarta migliore canzone in assoluto del 2008.

## Successo commerciale
La canzone è diventata un successo mondiale, tanto da raggiungere la posizione numero 6 nella classifica statunitense Billboard Hot 100, e divenendo così la seconda top ten e la seconda posizione più alta nella carriera di Lil Wayne.
Avendo fino al 2011 venduto oltre 2 milioni di copie, A Milli è stata successivamente certificata, per ben sei volte, dischi di platino negli Stati Uniti.
Invece, sia nel Regno Unito che in Germania, la canzone è stata certificata disco d'oro.

Ad oggi, A Milli ha raggiunto le 6,5 milioni di copie vendute in tutto il mondo.

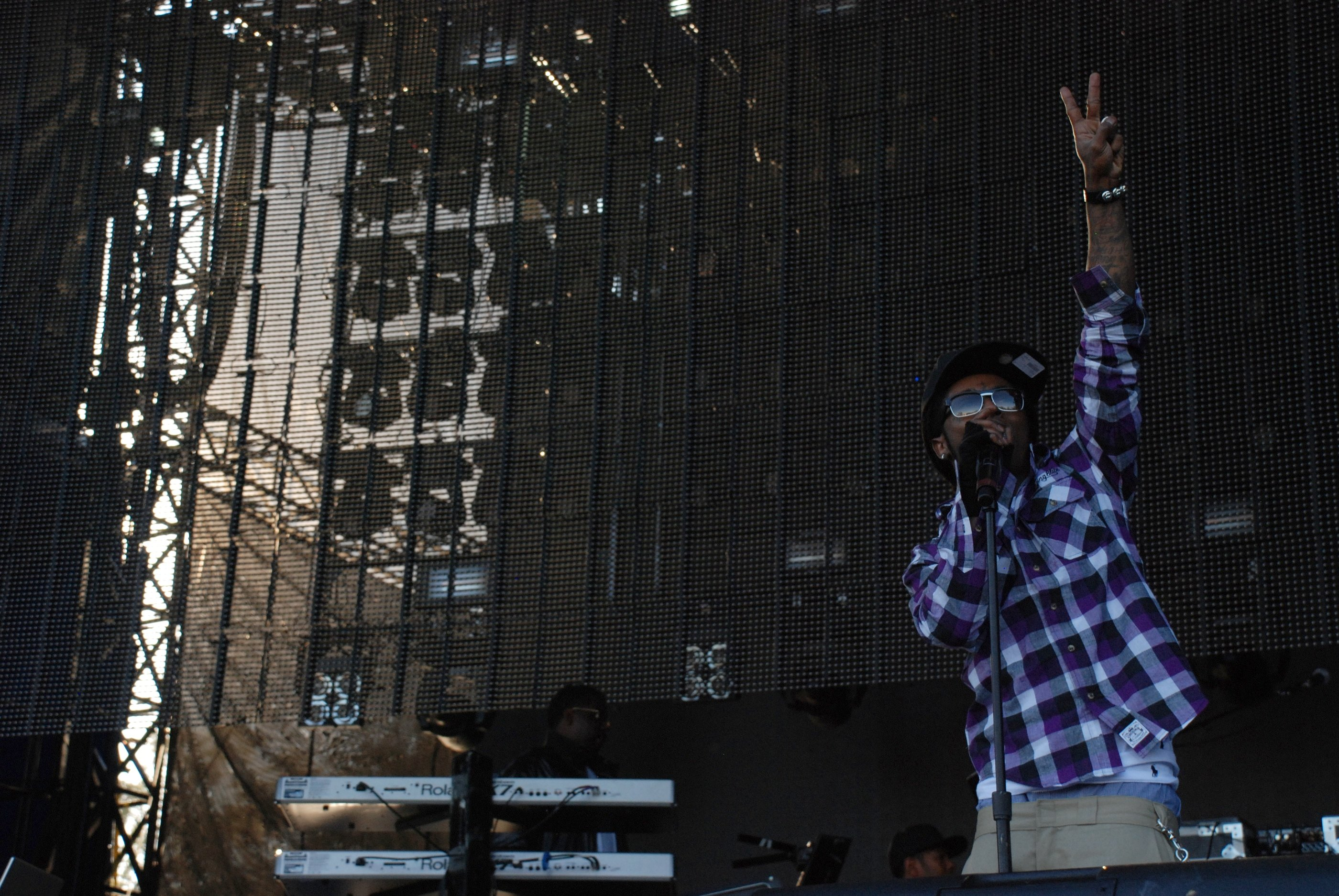
Lil Wayne che esegue la canzone al Voodoo Music Experience

## Riconoscimenti
A Milli è stata premiata nell'edizione dei Grammy Awards 2009 con il Grammy per la miglior canzone rap solista.

## Tracce
1. A Milli (Clean)
2. A Milli (Explicit)
3. A Milli (Instrumental)
4. A Milli (Acapella)
5. Lollipop (Clean)
6. Lollipop (Explicit)
7. Lollipop (Instrumental)
8. Lollipop (Acapella)

## Classifiche
| Classifica (2008)                  | Posizione più alta |
| ---------------------------------- | ------------------ |
| Billboard Canadian Hot 100         | 54                 |
| US Billboard Hot 100               | 6                  |
| US Billboard Hot R&B/Hip-Hop Songs | 1                  |
| US Billboard Hot Rap Tracks        | 1                  |
| US Billboard Pop 100               | 34                 |

## Altri utilizzi
Questa canzone è stata oggetto di molti freestyle da parte di artisti come Lykke Li, Chris Brown, Ne-Yo, Chamillionaire, Lil Mama, e altri che volevano fare un dissing contro appunto Lil' Wayne, non molto benvoluto da alcuni suoi colleghi per il suo comportamento irridente e i testi scomodi.